# Clarence (New York)
Clarence est une ville des Etats-Unis située dans le comté d'Érié, dans l'État de New York. En 2010, sa population est de 30 673 habitants.

## Source de la traduction
- (en) Cet article est partiellement ou en totalité issu de l’article de Wikipédia en anglais intitulé « Clarence, New York » (voir la liste des auteurs).